# Плюсковенсы (Торуньский повет)
Плюсковенсы — деревня в гмине Хелмжа Торуньского повета Куявско-Поморского воеводства в центральной части севера Польши.
Деревня принадлежала к старинному хозяйственному региону Ключ-Паповский.